# Тйеккери

Полонений вождь тйеккер, рельєф із Мединет Абу

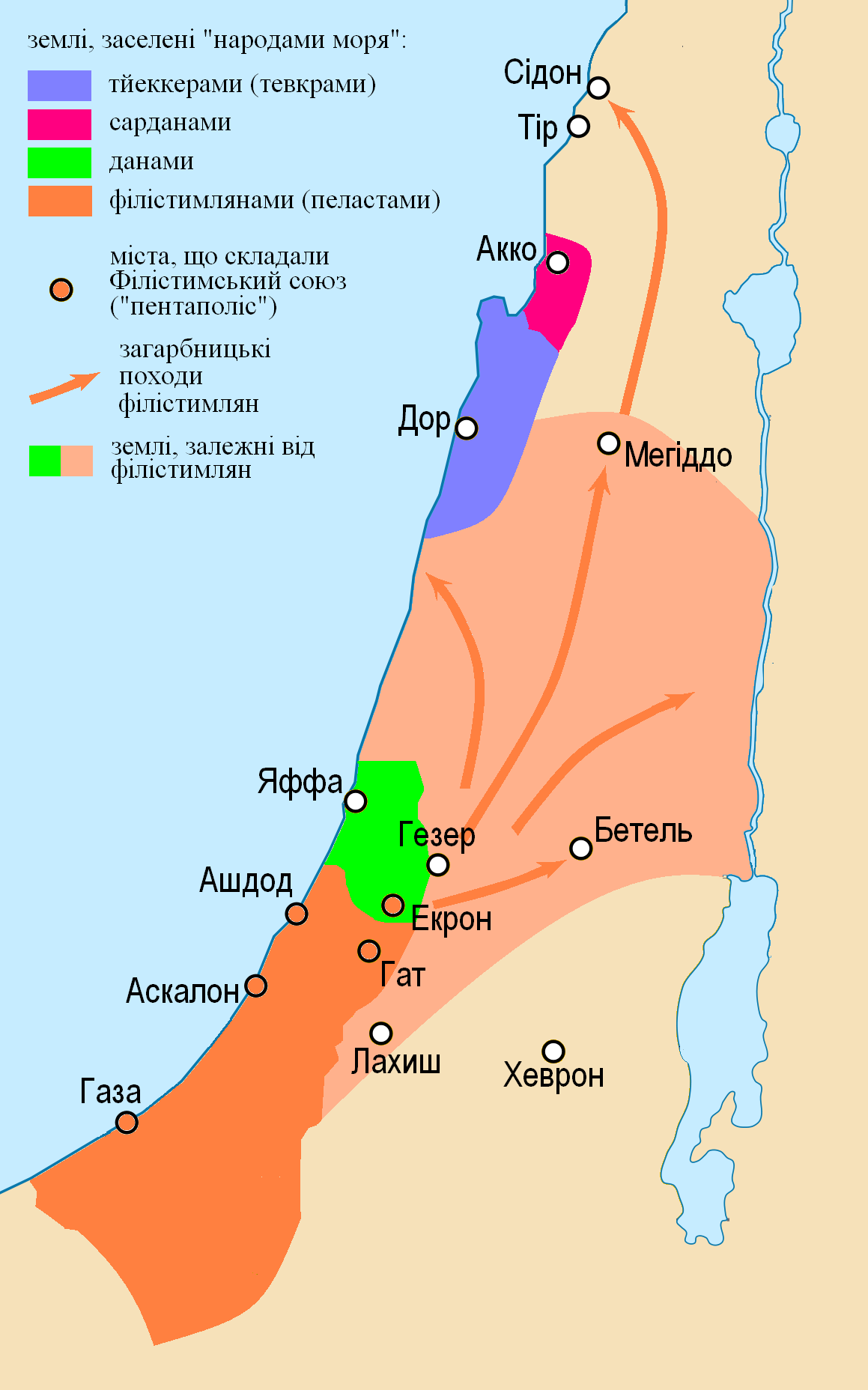
Південний Ханаан після навали «народів моря»

Тйеккери, тевкри (єгипет. tjkr), чеккери, цеккери — група племен, які наприкінці II тисячоліття до н. е. мешкали на Шаронській рівнині на південно-східному узбережжі Середземного моря.
Вперше згадані в повідомленнях про напад на Стародавній Єгипет «народів моря» за правління Рамзеса III. У храмі Мединет Абу в батальних сценах найбільше зображень саме пелесет і тйеккерів, що непрямим чином свідчить про значення, яке відігравав цей народ. Тйеккери зображені з круглими щитами, озброєні короткими прямими мечами та довгими списами.

Напис 5 року Рамзеса III говорить: 
 Північні чужозем'я затріпотіли в членах їх (а саме) пелесет, тйеккер і турша. Спустошили їх землю, прийшов їхній дух руйнівний 
Пізніше розселилися на узбережжі Середземного моря біля міста Дор. Згадане в Ономастиконі Аменопе (кінець XII ст. до н. е.). Дор названо «містом народу тйеккер» і в так званих скаргах Ун-Амуна, датованих XI століттям до нашої ери.
Ці повідомлення підтверджують і археологічні знахідки. У Дорі було знайдено чимало двохромної кераміки філістимського стилю. Також серед знахідок був залізний ніж із кістяним руків'ям, схожий на філістимські знахідки. Хоч археологічні розкопки й не підтверджують факту суцільного заселення Дору народами моря, однак, надійно фіксують їх присутність у відповідний період.
Популярною є теорія, яка пов'язує тйеккерів з тевкрами, народом, який населяв північний захід Анатолії поблизу Трої. Археологічні знахідки дають деякі, хоч і не остаточні, підтвердження подібним поглядам. Принаймні, простежуються певні паралелі між тйеккер, ахейцями та анатолійцями. У будь-якому випадку навіть якщо прабатьківщина тйеккер невідома, можна принаймні стверджувати про певну спорідненість чи принаймні вплив ахейців на підставі схожості ранньої кераміки тйеккер на пізньо та постмікенську.
За версією історика А. Воронкова, тевкри споріднені з місійцями, з якими Троада межувала на півдні, і сам етнонім «тевкри» є синонімом (варіантом) самоназви «місійців», що носять тотемний етнонім із значенням «миша». У якості доказу цієї версії автор посилається на відоме літературне ототожнення троянців з мишами в пародійній поемі Пігрета з Галікарнаса «Війна жаб і мишей», на легенду про помилковий напад еллінів на Місію замість Трої. Він обґрунтовує наявність однокореневої лексики зі значенням «миша» в хетській сакральній термінології, в лікійській мові і в сучасній італійській мові (припускаючи етруське походження італійського слова topo — «миша»).